# Hôpital Gemelli
La Fondation polyclinique Agostino Gemelli (Policlinico Universitario Agostino Gemelli en italien), nommé en l'honneur de Agostino Gemelli, est un des plus importants hôpitaux universitaires d'Italie, situé à Rome, dans le quartier Primavalle, à proximité du Vatican. 
Il est affilié à l'École de médecine et chirurgie de l'université catholique du Sacré-Cœur.
C'est l'hôpital où a été soigné le pape Jean-Paul II.

## Patients célèbres
- Le pape Jean-Paul II, qui y a été soigné plusieurs fois.
- De même, le pape François y reçoit ses traitements ainsi qu'en 2021 une opération.
- L'équipe de football de la Roma y est suivie.
- L'ancien président de la République italienne, Francesco Cossiga y est décédé, le 17 août 2010, à la suite de problèmes respiratoires et cardiaques.
- Le cardinal Silvestrini y meurt le 29 août 2019.
- Le cardinal Jozef Tomko y a été hospitalisé.
- Le cardinal Miguel Ángel Ayuso Guixot y meurt le 25 novembre 2024[2]